# ボグダン・フェドトコ
ボグダン・フェドトコ（Bogdan Fedotko、1994年9月22日 - ）は、ロシアン・ラグビー・チャンピオンシップ、クラスニヤール・クラスノヤルスクに所属するラグビーユニオン選手。

## プロフィール
- ロシア・クラスノヤルスク出身。
- ポジションはロック(LO)。
- 身長 200cm、体重 105kg
- ロシア代表キャップは27（2021年9月現在）。

## 略歴
2012年、クラスニヤールに加入。
2019年、ラグビーワールドカップ2019のロシア代表に選ばれた。